# Afrocriotettix durus
Afrocriotettix durus är en insektsart som först beskrevs av Karsch 1893.  Afrocriotettix durus ingår i släktet Afrocriotettix och familjen torngräshoppor.

## Underarter
Arten delas in i följande underarter:
- A. d. humilis
- A. d. durus